# ビキン
ビキン（Бики́н ビキーン）はハバロフスク地方ビキン地区の行政中心の市（地区には含まれない）。ウスリー川の支流ビキン川沿い、ハバロフスクの南西約230キロメートルに位置する。シベリア鉄道が通っている。すぐ下流でビキン川はウスリー川に合流しており、ウスリー川の西は中国・黒竜江省の双鴨山市饒河県になる。饒河県との間には中国側が出入国検査所・饒河口岸を設けている。
人口：19,600人（2005年）；19,641人（2002年全ロシア国勢調査）；19,000人（1967年）。
1885年にビキンスカヤの名で建設され、1938年に市となった。